# Regionalwahl in Sardinien 2024

Wahlkreise

Die Regionalwahl in Sardinien 2024 fand am 25. Februar statt. Gewählt wurden alle 60 Mitglieder des Regionalrates (Consiglio regionale) und der Präsident des Regionalausschusses (Presidente della Giunta regionale). Todde wurde die erste Regionalpräsidentin der Fünf-Sterne Bewegung. Zuvor kam es zu Machtkämpfen im Mitte-Rechts Lager, was Stimmensplitting begünstigt hat.
Es gibt acht Wahlkreise, die den alten Provinzen entsprechen:
- Cagliari;
- Carbonia–Iglesias;
- Medio Campidano;
- Nuoro;
- Ogliastra;
- Olbia-Tempio;
- Oristano;
- Sassari.

Sperrklausel: 5 % (Listen); 10 % (Listengruppen); keine Sperrklausel (Listen, die mit einer Gruppe mit mindestens 10 % der Stimmen verbunden sind).

## Ergebnis
| Kandidaten                                                  | Kandidaten              | Stimmen | %    | Listen              | Stimmen | %    | Mandate |
| ----------------------------------------------------------- | ----------------------- | ------- | ---- | ------------------- | ------- | ---- | ------- |
|                                                             | Alessandra Toddegewählt | 334.160 | 45,4 | Partito Democratico | 95.285  | 13,8 | 11      |
| Movimento 5 Stelle                                          | Alessandra Toddegewählt | 334.160 | 45,4 | 53.613              | 7,8     | 7    |         |
| Alleanza Verdi e Sinistra – Possibile                       | Alessandra Toddegewählt | 334.160 | 45,4 | 32.145              | 4,7     | 4    |         |
| Uniti per Alessandra Todde Presidente                       | Alessandra Toddegewählt | 334.160 | 45,4 | 27.422              | 4,0     | 3    |         |
| Orizzonte Comune                                            | Alessandra Toddegewählt | 334.160 | 45,4 | 20.984              | 3,0     | 3    |         |
| Progressisti – La Base                                      | Alessandra Toddegewählt | 334.160 | 45,4 | 20.868              | 3,0     | 3    |         |
| Sinistra Futura – Orizzonte Sinistra                        | Alessandra Toddegewählt | 334.160 | 45,4 | 20.574              | 3,0     | 3    |         |
| PSI – Sardi in Europa                                       | Alessandra Toddegewählt | 334.160 | 45,4 | 11.637              | 1,7     | 1    |         |
| Fortza Paris                                                | Alessandra Toddegewählt | 334.160 | 45,4 | 6.068               | 0,9     | –    |         |
| Democrazia Solidale                                         | Alessandra Toddegewählt | 334.160 | 45,4 | 4.692               | 0,7     | –    |         |
| ↳ Gesamt                                                    | Alessandra Toddegewählt | 334.160 | 45,4 | 293.288             | 42,5    | 35   |         |
|                                                             | Paolo Truzzu            | 331.099 | 45,0 | Fratelli d’Italia   | 93.921  | 13,6 | 7       |
| Riformatori Sardi                                           | Paolo Truzzu            | 331.099 | 45,0 | 49.629              | 7,2     | 3    |         |
| Forza Italia                                                | Paolo Truzzu            | 331.099 | 45,0 | 43.892              | 6,4     | 3    |         |
| Sardegna al Centro 20Venti                                  | Paolo Truzzu            | 331.099 | 45,0 | 37.950              | 5,5     | 3    |         |
| Partito Sardo d’Azione                                      | Paolo Truzzu            | 331.099 | 45,0 | 37.341              | 5,4     | 2    |         |
| Alleanza Sardegna – Partito Liberale Italiano               | Paolo Truzzu            | 331.099 | 45,0 | 28.203              | 4,1     | 2    |         |
| Lega Salvini Sardegna                                       | Paolo Truzzu            | 331.099 | 45,0 | 25.957              | 3,8     | 2    |         |
| Unione di Centro                                            | Paolo Truzzu            | 331.099 | 45,0 | 19.237              | 2,8     | 1    |         |
| Democrazia Cristiana con Rotondi                            | Paolo Truzzu            | 331.099 | 45,0 | 2.110               | 0,3     | –    |         |
| Nicht gewählte Direktkandidat                               | Paolo Truzzu            | 331.099 | 45,0 | –                   | –       | 1    |         |
| ↳ Gesamt                                                    | Paolo Truzzu            | 331.099 | 45,0 | 338.240             | 49,0    | 24   |         |
|                                                             | Renato Soru             | 63.666  | 8,6  | Progetto Sardegna   | 23.872  | 3,5  | –       |
| Vota Sardigna                                               | Renato Soru             | 63.666  | 8,6  | 10.830              | 1,6     | –    |         |
| Azione – +Europa – UPC                                      | Renato Soru             | 63.666  | 8,6  | 10.577              | 1,5     | –    |         |
| Liberu                                                      | Renato Soru             | 63.666  | 8,6  | 4.993               | 0,7     | –    |         |
| Partito della Rifondazione Comunista                        | Renato Soru             | 63.666  | 8,6  | 4.534               | 0,7     | –    |         |
| ↳ Gesamt                                                    | Renato Soru             | 63.666  | 8,6  | 54.806              | 7,9     | –    |         |
|                                                             | Lucia Chessa            | 7.261   | 1,0  | Sardegna Resiste    | 4.067   | 0,6  | –       |
| Gesamt                                                      | Gesamt                  | 736.186 | 100  |                     | 690.401 | 100  | 59      |
|                                                             |                         |         |      |                     |         |      |         |
| Quelle: Regione Autonoma della Sardegna (s. 10, 28, 34, 36) |                         |         |      |                     |         |      |         |

## Ergebnis nach Wahlkreisen

Ergebnis nach Wahlkreisen

| Wahlkreis         | Kandidaten (%)   | Kandidaten (%) | Kandidaten (%) | Kandidaten (%) | Gültige Stimmen |
| Wahlkreis         | Alessandra Todde | Paolo Truzzu   | Renato Soru    | Lucia Chessa   | Gültige Stimmen |
| ----------------- | ---------------- | -------------- | -------------- | -------------- | --------------- |
| Cagliari          | 49,4             | 41,1           | 8,3            | 1,2            | 251.569         |
| Carbonia-Iglesias | 46,7             | 45,5           | 6,6            | 1,2            | 54.507          |
| Medio Campidano   | 46,4             | 39,0           | 13,8           | 0,8            | 39.637          |
| Nuoro             | 40,6             | 46,0           | 11,8           | 1,6            | 74.442          |
| Ogliastra         | 44,0             | 49,5           | 5,9            | 0,6            | 26.524          |
| Olbia-Tempio      | 37,8             | 56,5           | 4,9            | 0,8            | 67.225          |
| Oristano          | 38,4             | 50,3           | 10,3           | 1,0            | 71.694          |
| Sassari           | 47,3             | 43,8           | 8,5            | 0,5            | 150.588         |